# Aéroport international Jacinto Lara
Pour les articles homonymes, voir BRM.
L'aéroport international Jacinto Lara  ou aéroport international de Barquisimeto (code IATA : BRM • code OACI : SVBM) est situé à Barquisimeto dans l'État de Lara au Venezuela.

## Situation
| Barcelona Barquisimeto Caracas Ciudad · Bolívar Ciudad Guayana Mérida Coro Cumaná El Vigía Maracaibo Porlamar Puerto · Ayacucho Punto Fijo San Fernando de Apure San Tomé Valencia Los Roques La Fría Maturín Canaima |

## Compagnies et destinations
| Compagnies      | Destinations                                                   |
| --------------- | -------------------------------------------------------------- |
| Avior Airlines  | Caracas-Maiquetía                                              |
| Conviasa        | Caracas-Maiquetía, Porlamar-Del Caribe Santiago Mariño         |
| Copa Airlines   | Panama-Tocumen                                                 |
| RUTACA Airlines | Caracas-Maiquetía, Curaçao, Saint-Domingue Las Américas        |
| Venezolana      | Caracas-Maiquetía, Panama-Tocumen, Saint-Domingue Las Américas |

Édité le 07/04/2018  Actualisé le 6/12/2023